# Serrat Llarg (Pinell de Solsonès)
El Serrat Llarg és una muntanya de 706,1 msnm al municipi del Pinell de Solsonès, a la comarca catalana del Solsonès.